# The Grifters
The Grifters (br: Os Imorais; pt: Anatomia do Golpe) é um filme estadunidense de 1990, dos gêneros drama, policial e suspense, dirigido por Stephen Frears, com roteiro baseado no romance homônimo de Jim Thompson.

## Elenco
- Anjelica Huston .... Lilly Dillon
- John Cusack .... Roy Dillon
- Annette Bening .... Myra Langtry
- Jan Munroe ....  homem no bar
- Stephen Tobolowsky	.... joalheiro
- Jimmy Noonan ..... bartender
- Richard Holden	.... policial
- Henry Jones .... Simms
- Michael Laskin	... Irv
- Eddie Jones .... Mintz
- Martin Scorsese ... voz de abertura

## Principais prêmios e indicações
Foi indicado ao Oscar nas categorias de melhor diretor, melhor atriz (Anjelica Huston), melhor atriz coadjuvante (Annette Bening) e melhor roteiro adaptado, em 1991.[carece de fontes?]
Foi indicado ao BAFTA na categoria de melhor atriz coadjuvante (Annette Bening), em 1992.[carece de fontes?]
Foi indicado ao Globo de Ouro na categoria de melhor atriz de cinema - drama (Anjelica Huston), em 1991.[carece de fontes?]
Venceu o Independent Spirit Award na categoria de melhor filme e melhor atriz (Anjelica Huston), em 1991.[carece de fontes?]